# Jak dwie krople czekolady
Jak dwie krople czekolady (ang. Sister, Sister) – amerykański serial telewizyjny (sitcom), składający się ze stu dwudziestu odcinków, emitowany w USA w latach 1994-1999 początkowo przez stację ABC, a następnie przez The WB TV Network. Opowiada o perypetiach dwóch nastolatek, które, rozdzielone po narodzinach, odnajdują się na zakupach w centrum handlowym po czternastu latach. W Polsce serial emitowany był przez telewizję Polsat i TV4.

## Obsada
- Tia Mowry: Tia Landry
- Tamera Mowry: Tamera Anne Campbell
- Jackée Harry: Lisa Landry
- Tim Reid: Ray Campbell
- Dorien Wilson: Terrence Winningham
- Alexis Fields: Diavian Johnson
- Rolonda Watts: Vivica Shaw
- Ayanna Allen: Jamie
- Bianca Lawson: Rhonda Coley
- Ali Pomerantz: Marcia
- Marques Houston: Roger Evans
- Deon Richmond: Jordan Bennett
- RonReaco Lee: Tyreke Scott